# 沙叶铁线莲
沙叶铁线莲（学名：Clematis meyeniana var. granulata）为毛茛科铁线莲属下的一个变种。

## 特征
木质藤本。
老枝圆柱形，有纵条纹，小枝有棱。三出复叶；小叶片两面皱纹密。
圆锥状聚伞花序多花，腋生或顶生，常比叶长或近等长；通常无宿存芽鳞，偶尔有;苞片小，钻形；萼片4片，开展，白色，长椭圆形或披针形，顶端钝、凸尖有时微凹，长0.7-1.2厘米，外面边缘有绒毛，内面无毛；雄蕊无毛。
瘦果镰刀状狭卵形或狭倒卵形，长约4.5毫米，有柔毛，宿存花柱长达2.5厘米。
花期6月至8月，果期8月至10月。

## 扩展阅读
- 維基物種上的相關：沙叶铁线莲